# Championnat d'Afrique féminin de basket-ball 1979
Navigation
Sénégal 1977 Sénégal 1981
Le Championnat d'Afrique féminin de basket-ball de la FIBA 1979 est le 6e championnat FIBA Afrique pour les femmes, placé sous l’égide de la FIBA, instance mondiale régissant le basket-ball. 
Le tournoi a été organisé par la Somalie du 31 décembre 1978 au 2 janvier 1979 à Mogadiscio. Il a été remporté par le Sénégal.

## Compétition
| Rang | Équipe  | Pts | J | G | P | Pp  | Pc  | Diff |  | Résultats |  |       |       |
| ---- | ------- | --- | - | - | - | --- | --- | ---- |  | --------- |  | ----- | ----- |
| 1    | Sénégal | 4   | 2 | 2 | 0 | 146 | 57  | 89   |  | Sénégal   |  | 69-25 | 77-32 |
| 2    | Somalie | 2   | 2 | 1 | 1 | 98  | 138 | -40  |  | Somalie   |  |       | 73-69 |
| 3    | Ghana   | 2   | 2 | 0 | 2 | 101 | 150 | -49  |  | Ghana     |  |       |       |